# Closterkeller
Closterkeller  — польська рок-група з Варшави. Групу заснували Przemysław Guryń, Jacek Skirucha, і Anja Orthodox 1 січня 1988 року. Незважаючи на численні зміни в складі, група створила своє власне характерне звучання, в тому числі і завдяки голосу лідера групи, Ані, єдиного учасника групи з першого складу. Closterkeller вважають одними з піонерів  готичної сцени Польщі .
У похмуре атмосферне звучання групи органічно вписуються готика, хеві-метал, психоделіка та синті-поп . 
Незважаючи на велику популярність у себе на батьківщині, в Польщі, Closterkeller мало відомі за її межами, можливо тому, що більша частина пісень написана польською мовою, хоча деякі альбоми були видані і в англомовній версії . 
Виступали разом з такими колективами як Jethro Tull, Paradise Lost, Diary of Dreams та інші.

## Історія

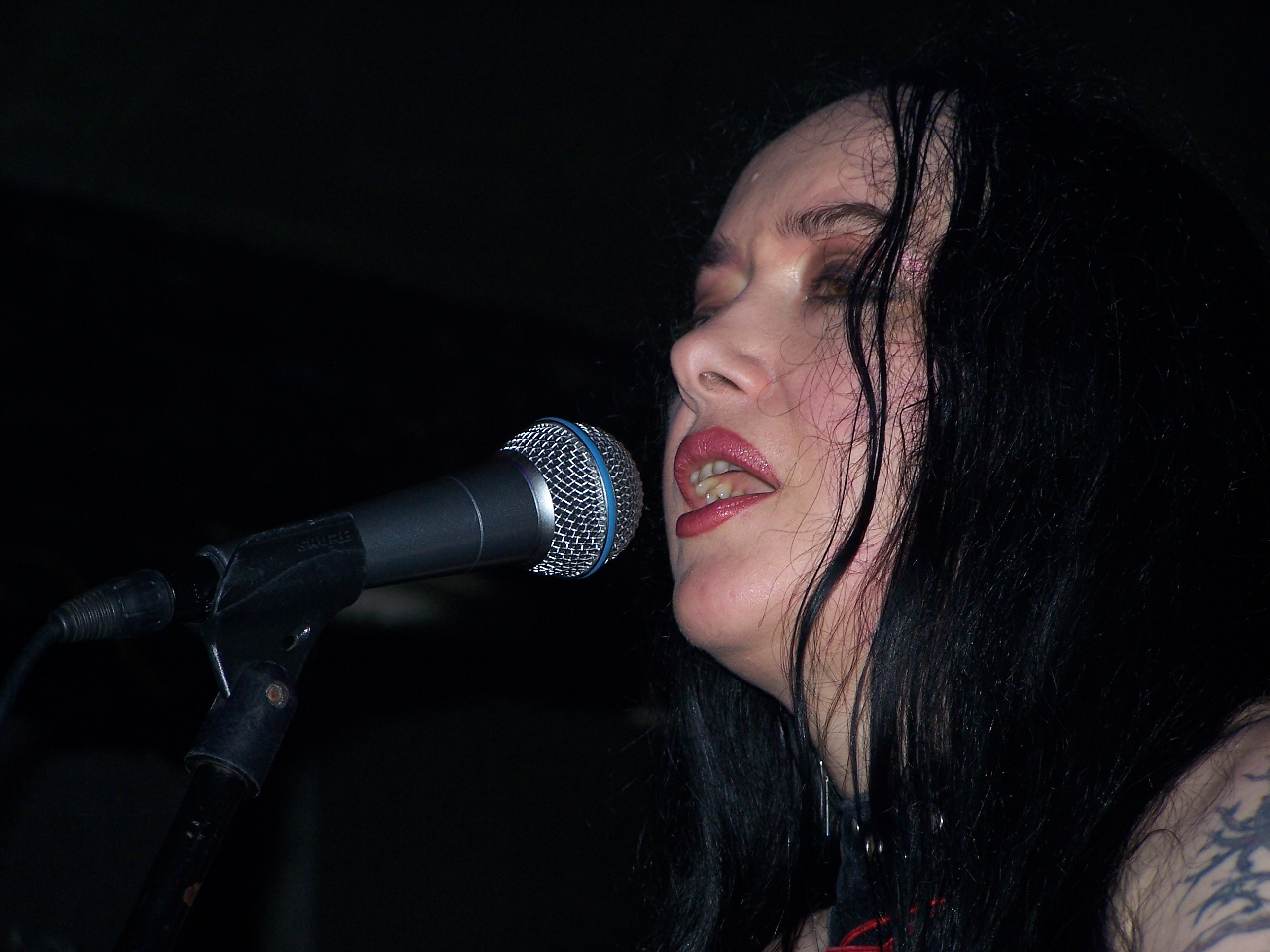
Anja Orthodox

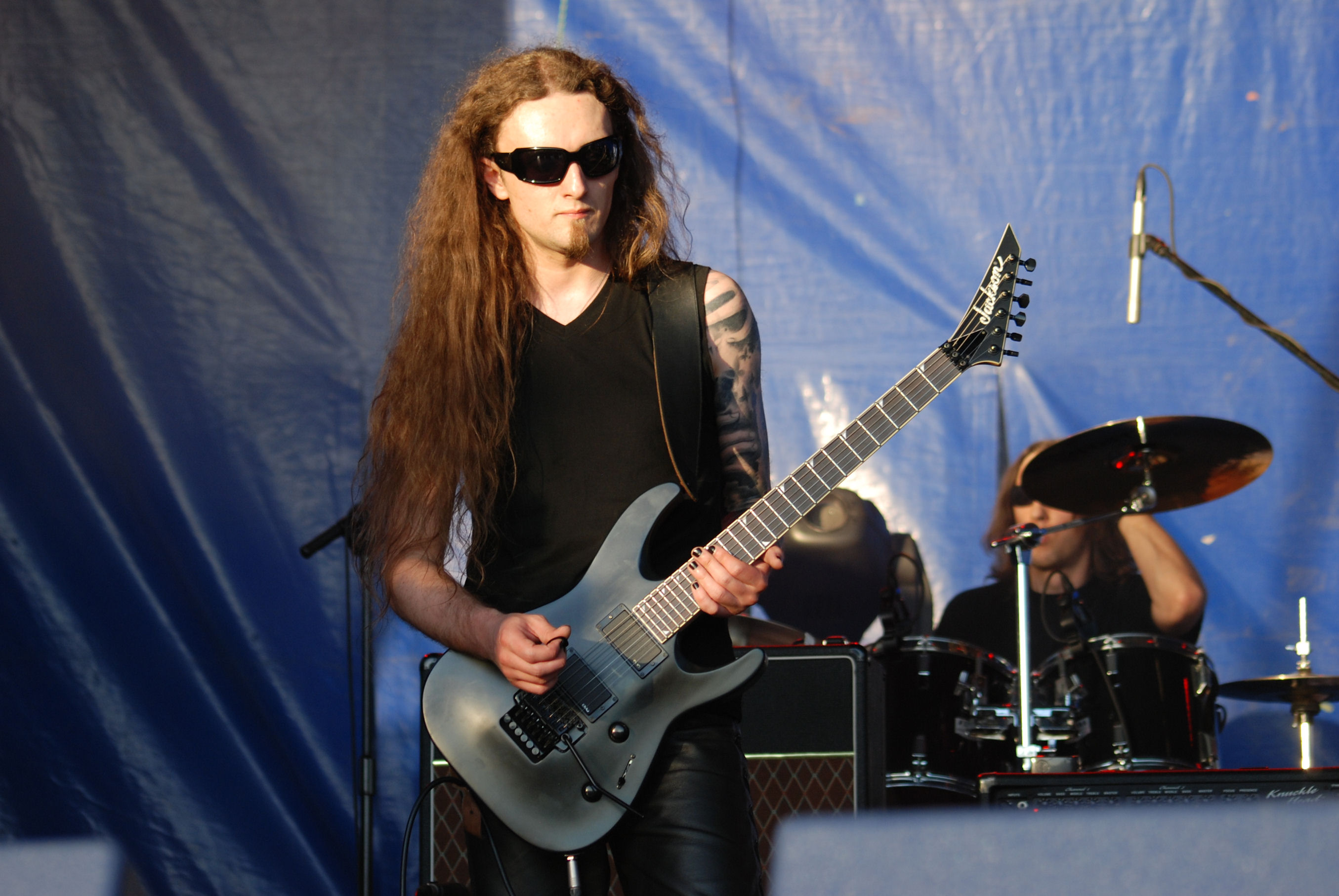
Mariusz Kumala

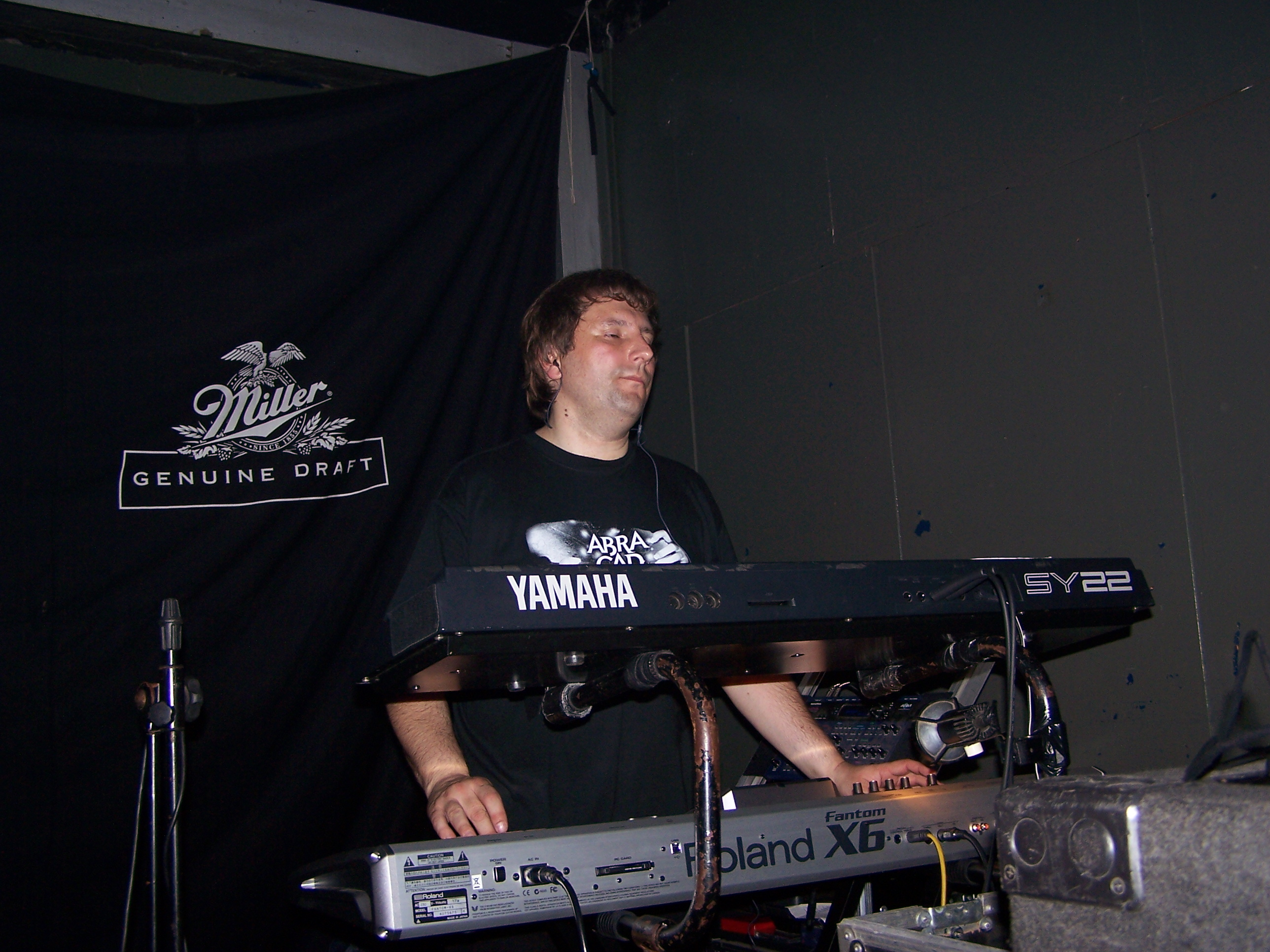
Michał Rolinger

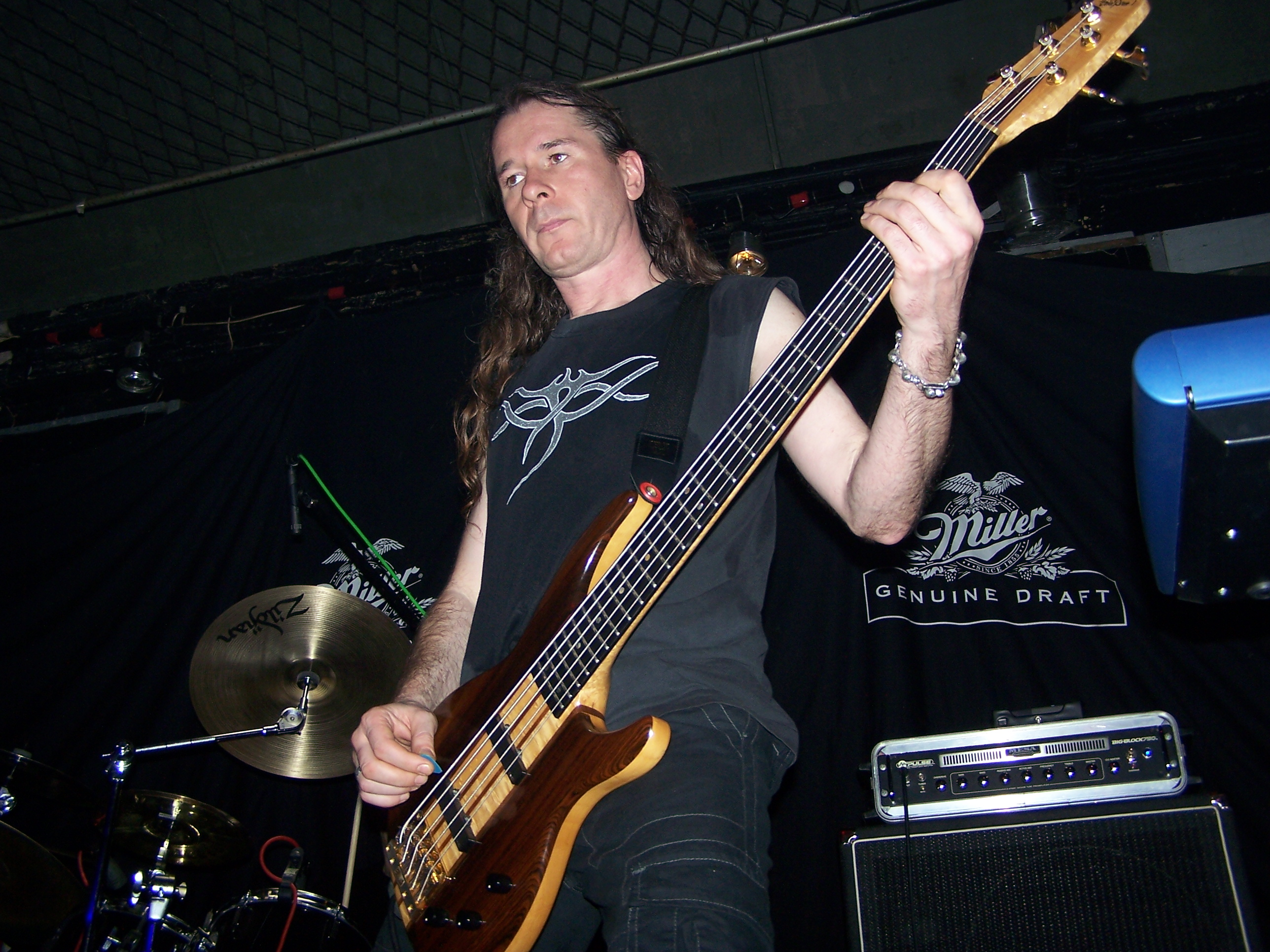
Krzysztof Najman

Свою музичну кар'єру Closterkeller почали 1988 року, граючи важку музику в дусі British New Wave. 
Дебютний альбом гурту, «Purple» вийшов  1990 року і був записаний в складі: Anja Orthodox (вокал), Jacek Skirucha (гітара), Tomasz Grochowalski (бас), Przemysław Guryn (клавішні) та Andrzej Szymańczak (ударні). 
До часу запису другого альбому «Blue», 1992 року, у гурті вже відбулися серйозні зміни, новим клавішником став Michał Rollinger, ударником  — Piotr Pawłowski, з'явився другий гітарист  — Robert Ochnio. Альбом був записаний в двомовному варіанті, в Європі англійську версію випустив німецький лейбл SPV Records. 
Третій альбом «Violet» вийшов 1993 року, до цього часу склад групи знову помінявся, новим та єдиним гітаристом гурту став Paweł Pieczyński, новим басистом  — Krzysztof Najman. Цей склад групи виявився більш довговічним, такі альбоми: «Scarlet», 1995 року і  «Cyan», 1996 року були записані тими ж музикантами. Але вже 1997 року в групу прийшов новий ударник Gerard Klawe, разом з ним група записала альбом «Graphite», 1999 оку. У 2000 році вийшов концертний напівакустичний альбом «Fin de siècle». 
2002 року в групу прийшли другий гітарист Marcin Mentel і новий басист Marcin Płuciennik. У 2003 році вийшов сьомий альбом групи  — Nero. Цього ж року Closterkeller зробили великий тур Польщею, виступаючи разом з Moonlight, Delight та Sacriversum. У 2004 році Closterkeller  виступили на фестивалі Dark Stars разом з Moonlight, Delight, Cemetary Of Scream, Darzamat та Desdemonia . 
У 2009 році вийшов восьмий альбом Closterkeller  — «Aurum». А у 2011 році — дев'ятий альбом «Bordeaux».

## Склад

### Поточний склад
- Аня Кумала (Orthodox)  — вокал, клавішні (з 1988)
- Кшиштоф Найман  — бас (1992 — 1999, з вересня 2006)
- Міхал Роллінґер  — клавішні (з 1990)
- Маріуш Кумала  — гітара (з листопада 2006)
- Януш Ястшембовскі  — ударні (з липня 2006)

### Колишні учасники
- Ґжеґош Томчик  — ударні (1988 — 1989)
- Пшемислав Ґурин  — клавішні  (1988 — 1991)
- Яцек Скіруха  — гітара (1988 — 1992)
- Томаш Ґроховальскі  — бас (1988 — 1992)
- Анджей Шиманчак  — ударні (1989 — 1991)
- Пйотр Бєньковскі  — ударні (1989 — 1990)
- Марцін Ментел  — гітара (1999 — 2006)
- Павел Пєчинскі  — гітара (1992 — 2000)
- Роберт Охньо  — гітара (1992)
- Марцін Плучєннік  — бас (1999 — 2006)
- Ґерард Клаве  — ударні (1997 — 2006)
- Пйотр Павловскі  — ударні (1991 — 1997)
- Даріуш Борал  — клавішні (1995 — 1996)
- Томаш Войцеховскі  — клавішні, гітара (1996 — 1998)
- Анджей Качиньскі  — бас (1999)
- Пйотр Чижановскі  — бас (1999)
- Томаш Каспшицкі  — акустична гітара (1992)
- Мікіс Цупас  — акустична гітара (1991)
- Ярослав Кідава  — акустична гітара (1991)
- Збіґнєв Куморовскі  — ударні (1990 — 1991)
- Кшиштоф Домінік  — ударні (1989)

### Запрошені музиканти
- Аґнєшка Плучєннік  — вокал (Reghina)
- Збишек Бєняк  — вокал (Blue, Violet)
- Фіолька Найденовіч  — вокал (Violet)
- Едита Бартошєвіч  — вокал (Cyan)
- Томаш Пукацкі  — вокал (Scarlet)
- Міхал Йелонек (пол. Michał Jelonek)  — скрипка (Scarlet)
- Іґор Чернявскі  — клавішні (Purple, Blue, Agnieszka)
- Мацей Мождень  — клавішні (Cyan)
- Ромек Куніковскі  — клавішні (Cyan)
- Станіслав Бокови  — клавішні (Cyan)

## Дискографія

### Студійні альбоми
- Purple (1990)
- Blue (1992)
- Violet (1993)
- Scarlet (1995)
- Cyan (1996)
- Graphite (1999)
- Nero (2003)
- Aurum (2009)
- Bordeaux (2011)

### Концертні альбоми
- Koncert 97 (1997)
- Fin de siècle (2000)

### Компіляція
- Pastel (2001)

### EP
- Agnieszka (1993)
- Reghina (2004)

### Сингли
- Scarlett (sampler)  (1995)
- Władza (1996)
- Na krawędzi/Ate (1999)
- Czas komety (1999)
- Zegarmistrz światła (2000)
- Earth Song (2004)
- Lunar (2005)

## DVD
- Act III (2003)
- Act IV (2008)